# La Torre d'Oristà
La Torre de Oristá (en catalán y oficialmente, La Torre d'Oristà) es una localidad perteneciente al municipio de Oristá, en la comarca del Lluçanés, provincia de Barcelona, comunidad autónoma de Cataluña. Se accede a ella por la carretera local BV-4404 que la conecta con Oristà por el sur y por el norte enlaza con la BV-432 de Olost a Prats de Lluçanés. 
Su población a 1 de enero de 2021 era de 214 habitantes (114 varones y 100 mujeres).

## Historia
La población aparece documentada desde el año 968, en la donación de unas viñas al monasterio de Santa María de Ripoll.

## Lugares de interés
- Iglesia de Santa María, de origen románico, muy reformada en los ss. XVIII y XIX.